# Llista d'asteroides/143001-143100
| Nom      | Designació provisional | Data de descobriment   | Lloc de descobriment | Descobridor/s  |
| -------- | ---------------------- | ---------------------- | -------------------- | -------------- |
| 143001 - | 2002 VO101             | 11 de novembre de 2002 | Socorro              | LINEAR         |
| 143002 - | 2002 VQ101             | 11 de novembre de 2002 | Socorro              | LINEAR         |
| 143003 - | 2002 VC102             | 11 de novembre de 2002 | Socorro              | LINEAR         |
| 143004 - | 2002 VD103             | 12 de novembre de 2002 | Socorro              | LINEAR         |
| 143005 - | 2002 VG103             | 12 de novembre de 2002 | Socorro              | LINEAR         |
| 143006 - | 2002 VK103             | 12 de novembre de 2002 | Socorro              | LINEAR         |
| 143007 - | 2002 VO103             | 12 de novembre de 2002 | Socorro              | LINEAR         |
| 143008 - | 2002 VQ103             | 12 de novembre de 2002 | Socorro              | LINEAR         |
| 143009 - | 2002 VX103             | 12 de novembre de 2002 | Socorro              | LINEAR         |
| 143010 - | 2002 VB104             | 12 de novembre de 2002 | Socorro              | LINEAR         |
| 143011 - | 2002 VJ104             | 12 de novembre de 2002 | Socorro              | LINEAR         |
| 143012 - | 2002 VG105             | 12 de novembre de 2002 | Socorro              | LINEAR         |
| 143013 - | 2002 VJ106             | 12 de novembre de 2002 | Socorro              | LINEAR         |
| 143014 - | 2002 VT106             | 12 de novembre de 2002 | Socorro              | LINEAR         |
| 143015 - | 2002 VN108             | 12 de novembre de 2002 | Socorro              | LINEAR         |
| 143016 - | 2002 VQ108             | 12 de novembre de 2002 | Socorro              | LINEAR         |
| 143017 - | 2002 VW108             | 12 de novembre de 2002 | Socorro              | LINEAR         |
| 143018 - | 2002 VA109             | 12 de novembre de 2002 | Socorro              | LINEAR         |
| 143019 - | 2002 VC109             | 12 de novembre de 2002 | Socorro              | LINEAR         |
| 143020 - | 2002 VF110             | 12 de novembre de 2002 | Socorro              | LINEAR         |
| 143021 - | 2002 VG110             | 12 de novembre de 2002 | Socorro              | LINEAR         |
| 143022 - | 2002 VO110             | 12 de novembre de 2002 | Socorro              | LINEAR         |
| 143023 - | 2002 VV110             | 13 de novembre de 2002 | Palomar              | NEAT           |
| 143024 - | 2002 VO112             | 13 de novembre de 2002 | Palomar              | NEAT           |
| 143025 - | 2002 VA113             | 13 de novembre de 2002 | Palomar              | NEAT           |
| 143026 - | 2002 VC114             | 13 de novembre de 2002 | Palomar              | NEAT           |
| 143027 - | 2002 VN114             | 13 de novembre de 2002 | Palomar              | NEAT           |
| 143028 - | 2002 VK115             | 11 de novembre de 2002 | Anderson Mesa        | LONEOS         |
| 143029 - | 2002 VZ118             | 12 de novembre de 2002 | Socorro              | LINEAR         |
| 143030 - | 2002 VD119             | 12 de novembre de 2002 | Socorro              | LINEAR         |
| 143031 - | 2002 VH119             | 12 de novembre de 2002 | Socorro              | LINEAR         |
| 143032 - | 2002 VO119             | 12 de novembre de 2002 | Socorro              | LINEAR         |
| 143033 - | 2002 VN121             | 13 de novembre de 2002 | Socorro              | LINEAR         |
| 143034 - | 2002 VQ121             | 13 de novembre de 2002 | Socorro              | LINEAR         |
| 143035 - | 2002 VS121             | 13 de novembre de 2002 | Palomar              | NEAT           |
| 143036 - | 2002 VT121             | 13 de novembre de 2002 | Palomar              | NEAT           |
| 143037 - | 2002 VU121             | 13 de novembre de 2002 | Palomar              | NEAT           |
| 143038 - | 2002 VE122             | 13 de novembre de 2002 | Palomar              | NEAT           |
| 143039 - | 2002 VF122             | 13 de novembre de 2002 | Palomar              | NEAT           |
| 143040 - | 2002 VX123             | 14 de novembre de 2002 | Socorro              | LINEAR         |
| 143041 - | 2002 VB127             | 13 de novembre de 2002 | Palomar              | NEAT           |
| 143042 - | 2002 VW127             | 14 de novembre de 2002 | Palomar              | NEAT           |
| 143043 - | 2002 VH128             | 14 de novembre de 2002 | Socorro              | LINEAR         |
| 143044 - | 2002 VO128             | 14 de novembre de 2002 | Socorro              | LINEAR         |
| 143045 - | 2002 VJ129             | 6 de novembre de 2002  | Socorro              | LINEAR         |
| 143046 - | 2002 VR131             | 5 de novembre de 2002  | Nyukasa              | Nyukasa        |
| 143047 - | 2002 VW131             | 5 de novembre de 2002  | Nyukasa              | Nyukasa        |
| 143048 - | 2002 VR132             | 2 de novembre de 2002  | La Palma             | La Palma       |
| 143049 - | 2002 VY134             | 7 de novembre de 2002  | Anderson Mesa        | LONEOS         |
| 143050 - | 2002 VM135             | 7 de novembre de 2002  | Socorro              | LINEAR         |
| 143051 - | 2002 WO1               | 23 de novembre de 2002 | Palomar              | NEAT           |
| 143052 - | 2002 WY2               | 24 de novembre de 2002 | Wrightwood           | J. W. Young    |
| 143053 - | 2002 WG3               | 24 de novembre de 2002 | Palomar              | NEAT           |
| 143054 - | 2002 WH5               | 24 de novembre de 2002 | Palomar              | NEAT           |
| 143055 - | 2002 WQ5               | 23 de novembre de 2002 | Palomar              | NEAT           |
| 143056 - | 2002 WB6               | 24 de novembre de 2002 | Palomar              | NEAT           |
| 143057 - | 2002 WO8               | 24 de novembre de 2002 | Palomar              | NEAT           |
| 143058 - | 2002 WT8               | 24 de novembre de 2002 | Palomar              | NEAT           |
| 143059 - | 2002 WQ10              | 24 de novembre de 2002 | Palomar              | NEAT           |
| 143060 - | 2002 WF11              | 27 de novembre de 2002 | Anderson Mesa        | LONEOS         |
| 143061 - | 2002 WH11              | 23 de novembre de 2002 | Palomar              | NEAT           |
| 143062 - | 2002 WK11              | 26 de novembre de 2002 | Kitt Peak            | Spacewatch     |
| 143063 - | 2002 WZ11              | 27 de novembre de 2002 | Anderson Mesa        | LONEOS         |
| 143064 - | 2002 WC12              | 27 de novembre de 2002 | Anderson Mesa        | LONEOS         |
| 143065 - | 2002 WF12              | 27 de novembre de 2002 | Anderson Mesa        | LONEOS         |
| 143066 - | 2002 WZ13              | 28 de novembre de 2002 | Anderson Mesa        | LONEOS         |
| 143067 - | 2002 WM14              | 28 de novembre de 2002 | Anderson Mesa        | LONEOS         |
| 143068 - | 2002 WC15              | 28 de novembre de 2002 | Anderson Mesa        | LONEOS         |
| 143069 - | 2002 WM15              | 28 de novembre de 2002 | Anderson Mesa        | LONEOS         |
| 143070 - | 2002 WB16              | 28 de novembre de 2002 | Anderson Mesa        | LONEOS         |
| 143071 - | 2002 WE16              | 28 de novembre de 2002 | Haleakala            | NEAT           |
| 143072 - | 2002 WJ16              | 28 de novembre de 2002 | Haleakala            | NEAT           |
| 143073 - | 2002 WD17              | 28 de novembre de 2002 | Haleakala            | NEAT           |
| 143074 - | 2002 WK19              | 25 de novembre de 2002 | Palomar              | S. F. Hönig    |
| 143075 - | 2002 WP20              | 29 de novembre de 2002 | Farpoint             | Farpoint       |
| 143076 - | 2002 WE21              | 24 de novembre de 2002 | Palomar              | NEAT           |
| 143077 - | 2002 XX1               | 1 de desembre de 2002  | Socorro              | LINEAR         |
| 143078 - | 2002 XM2               | 1 de desembre de 2002  | Socorro              | LINEAR         |
| 143079 - | 2002 XC3               | 1 de desembre de 2002  | Socorro              | LINEAR         |
| 143080 - | 2002 XQ3               | 2 de desembre de 2002  | Socorro              | LINEAR         |
| 143081 - | 2002 XC5               | 1 de desembre de 2002  | Socorro              | LINEAR         |
| 143082 - | 2002 XJ6               | 1 de desembre de 2002  | Socorro              | LINEAR         |
| 143083 - | 2002 XV6               | 1 de desembre de 2002  | Haleakala            | NEAT           |
| 143084 - | 2002 XX6               | 1 de desembre de 2002  | Haleakala            | NEAT           |
| 143085 - | 2002 XQ7               | 2 de desembre de 2002  | Socorro              | LINEAR         |
| 143086 - | 2002 XN8               | 2 de desembre de 2002  | Socorro              | LINEAR         |
| 143087 - | 2002 XP9               | 2 de desembre de 2002  | Socorro              | LINEAR         |
| 143088 - | 2002 XT9               | 2 de desembre de 2002  | Socorro              | LINEAR         |
| 143089 - | 2002 XZ9               | 2 de desembre de 2002  | Socorro              | LINEAR         |
| 143090 - | 2002 XC10              | 2 de desembre de 2002  | Socorro              | LINEAR         |
| 143091 - | 2002 XB13              | 3 de desembre de 2002  | Haleakala            | NEAT           |
| 143092 - | 2002 XD13              | 3 de desembre de 2002  | Haleakala            | NEAT           |
| 143093 - | 2002 XD14              | 5 de desembre de 2002  | Socorro              | LINEAR         |
| 143094 - | 2002 XA15              | 7 de desembre de 2002  | Desert Eagle         | W. K. Y. Yeung |
| 143095 - | 2002 XB15              | 7 de desembre de 2002  | Desert Eagle         | W. K. Y. Yeung |
| 143096 - | 2002 XJ15              | 2 de desembre de 2002  | Socorro              | LINEAR         |
| 143097 - | 2002 XN17              | 5 de desembre de 2002  | Socorro              | LINEAR         |
| 143098 - | 2002 XF18              | 5 de desembre de 2002  | Socorro              | LINEAR         |
| 143099 - | 2002 XW18              | 5 de desembre de 2002  | Socorro              | LINEAR         |
| 143100 - | 2002 XQ19              | 2 de desembre de 2002  | Socorro              | LINEAR         |